# Coffea stenophylla
Coffea stenophylla G. Don, 1834, nota comunemente come caffè dell'altopiano della Sierra Leone, è una pianta  originaria dell'Africa occidentale.

## Etimologia
L'epiteto specifico derivata dal greco: stenos (stretto) e phyllon (foglia) per significare un caffè "a foglia stretta".

## Storia
Coffea stenophylla è stata scoperta dal botanico svedese Adam Afzelius nel XVIII secolo e pubblicata per la prima volta dal botanico scozzese George Don.
Un campione di semi fu ottenuto da Sir William H. Quayle Jones, vicegovernatore della Sierra Leone, nel 1894. La pianta fu coltivata dai Giardini Botanici Reali di Kew e campioni furono inviati a Trinidad.
J.H. Hart, FLS, sovrintendente dei giardini botanici reali di Trinidad, riferì nel 1898 che le piante avevano dato i frutti per la prima volta a quattro anni dalla semina. Ha descritto il sapore della tazza di caffè preparata come eccellente e uguale alla migliore Coffea arabica.

## Descrizione
La pianta cresce come un arbusto o un albero, fino a un'altezza fino a 6 metri.
Le bacche mature di C. stenophylla sono di colore viola scuro, in contrasto con la C. arabica, le cui bacche diventano rosse quando sono mature.

## Distribuzione e habitat
Coffea stenophylla è originaria dei paesi dell'Africa occidentale (Guinea, Costa d'Avorio, Liberia e Sierra Leone).

## Conservazione
La Lista rossa IUCN classifica Coffea stenophylla come specie vulnerabile.